# Proteína viral
Una proteína viral o proteína vírica es tanto un componente, como un producto de un virus. Las proteínas virales se agrupan de acuerdo con sus funciones, y grupos de proteínas virales incluyen proteínas estructurales, proteínas no estructurales, proteínas reguladoras y proteínas accesorias. Los virus no son seres vivos y no tienen los medios para replicarse por sí mismos. Dependen del metabolismo de su célula huésped para obtener energía, enzimas y precursores, con el fin de replicarse. Por lo tanto, los virus no codifican muchas de sus propias proteínas virales, y en su lugar son pasados por la maquinaria de la célula huésped para producir las proteínas virales que requieren para la replicación. Más de 490 proteínas virales han sido identificadas. Agregados, estas proteínas pueden formar cuerpos de inclusión.

## Proteínas víricas estructurales
La mayoría de las proteínas víricas estructurales son componentes de la cápside y la envoltura vírica.

### Cápside
El material genético de un virus se almacena dentro de una estructura de proteína viral llamada cápside. La cápside es un «escudo» que protege a los ácidos nucleicos virales de la degradación de las enzimas del huésped u otros tipos de pesticidas o pestilencias. También funciona para unir el virión a su huésped y permitir que el virión penetre en la membrana de la célula huésped. Muchas copias de una única proteína viral o varias proteínas virales diferentes forman la cápside y cada una de estas proteínas virales está codificada por un gen del genoma viral. La estructura de la cápside permite que el virus use una pequeña cantidad de genes virales para formar una cápside grande.
Varios protómeros, subunidades de proteínas oligoméricas (virales), se combinan para formar capsómeros, y los capsómeros se unen para formar la cápside. Los capsómeros pueden organizarse en una cápside icosaédrica , helicoidal o compleja, pero en muchos virus, como el virus del herpes simple, se ensambla una cápsida icosaédrica. Tres unidades de proteínas virales asimétricas y no idénticas constituyen cada una de las veinte caras triangulares idénticas en la cápside icosaédrica.

### Envoltura vírica
La cápside de algunos virus está encerrada en una membrana llamada envoltura vírica. En la mayoría de los casos, la cápside obtiene la envoltura vírica de la membrana plasmática de la célula huésped cuando un virus abandona su célula huésped a través de un proceso llamado gemación. La envoltura viral está compuesta por una bicapa lipídica incrustada con proteínas virales, incluidas las glicoproteínas virales. Estas glicoproteínas virales se unen a receptores y coreceptores específicos en la membrana de las células huésped, y permiten que los virus se adhieran a sus células huésped objetivo. Algunas de estas glicoproteínas incluyen:
- Hemaglutinina, neuraminidasa y proteína M2 en el virus de la influenza.

gp160, compuesto por las subunidades gp120 y gp41, en el virus de inmunodeficiencia humana (VIH). 
- Las glicoproteínas virales juegan un papel crítico en la fusión de virus a célula. La fusión de virus a célula se inicia cuando las glicoproteínas virales se unen a los receptores celulares.

### Proteínas de fusión de la envoltura vírica
La fusión de la envoltura vírica con la membrana celular requiere alta energía para ocurrir. Las proteínas de fusión de la membrana viral actúan como catalizadores para superar esta barrera de alta energía. Tras la unión de la glicoproteína viral a los receptores celulares, las proteínas de fusión de la membrana viral experimentan un cambio en la conformación de la estructura. Este cambio en la conformación facilita la desestabilización y fusión de la envoltura vírica con la membrana celular al permitir que los bucles de fusión (FL) o los péptidos de fusión hidrófobos (FP) en la envoltura vírica interactúen con la membrana celular. La mayoría de las proteínas de fusión de la membrana virales terminarían en una conformación similar a una horquilla después de la fusión, en la que los FL / FP y el dominio transmembrana están todos en el mismo lado de la proteína.
Las glicoproteínas virales y sus estructuras tridimensionales, antes y después de la fusión, han permitido descubrir una amplia gama de conformaciones estructurales. Las proteínas de fusión de la membrana viral se han agrupado en cuatro clases diferentes, y cada clase se identifica por conformaciones estructurales características:
- Clase I: la conformación posterior a la fusión tiene una estructura central en espiral compuesta de trímero característico de horquillas α-helicoidales. Un ejemplo de una proteína de fusión viral de clase I es la glicoproteína del VIH, gp41.
- Clase II: la proteína carece de la estructura central en espiral. Contiene una característica estructura de ectodominio de hoja β alargada que se pliega para dar un trímero de horquillas. Los ejemplos de proteínas de fusión viral de clase II incluyen la proteína E del virus del dengue y la proteína E del virus del Nilo Occidental.
- Clase III: La conformación estructural es una combinación de características de las proteínas de fusión de membrana viral de clase I y clase II. Un ejemplo de una proteína de fusión viral de clase III es la glicoproteína del virus de la rabia, G.
- Clase IV: las proteínas de fusión viral de clase IV son proteínas transmembrana pequeñas (FAST) asociadas a la fusión. No forman trímeros de horquillas ni estructuras de horquilla, y son las proteínas de fusión viral más pequeñas que se conocen. Las proteínas rápidas están codificadas por miembros de la familia de virus Reoviridae sin envoltura vírica.

## Proteínas víricas no estructurales
Las proteínas virales no estructurales son proteínas codificadas por el genoma del virus y se expresan en células infectadas. Sin embargo, estas proteínas no están ensambladas en el virión. Durante la replicación de virus, algunas proteínas virales no estructurales llevan a cabo funciones importantes que afectan el proceso de replicación en sí. Del mismo modo, durante el ensamblaje de virus, algunas de estas proteínas también llevan a cabo funciones importantes que afectan el proceso de ensamblaje. Algunas de estas funciones de proteínas virales no estructurales son la formación de replicones, la inmunomodulación y la transactivación de genes codificadores de proteínas víricas estructurales.

### Formación de replicones
Las proteínas virales no estructurales interactúan con las proteínas de la célula huésped para formar el replicón, también conocido como complejo de replicación. En el virus de la hepatitis C, las proteínas virales no estructurales interactúan con la proteína de transporte de la membrana de la vesícula celular , hVAP-33 , para ensamblar el replicón. La proteína viral no estructural 4b ( NS4B ) altera la membrana de la célula huésped y comienza el proceso de formación del complejo de replicación. Otras proteínas virales no estructurales como NS5A, NS5B y NS3, también son reclutados para el complejo, y NS4B interactúa con ellos y se unen al ARN viral.

### Inmunomodulación
La respuesta inmune de un huésped a una célula infectada se puede ajustar a través de las propiedades inmunomoduladoras de las proteínas virales no estructurales. Muchas especies de virus gigantes codifican proteínas que subvierten la respuesta inmune del huésped, permitiendo la proliferación del virus. Estas proteínas tienen potencial para desarrollar nuevos tratamientos biofarmacéuticos para enfermedades inflamatorias en humanos, ya que se ha demostrado que las proteínas subvierten los mediadores inmunes inflamatorios. La proteína viral NS1 no estructural en el virus del Nilo Occidental impide la activación del complemento a través de su unión a una proteína de control del complemento, factor H. Como resultado, el reconocimiento del complemento de las células infectadas se reduce, y las células infectadas permanecen ilesas por el sistema inmune del huésped.

## Proteínas víricas reguladoras y accesorias
Las proteínas víricas reguladoras y accesorias tienen muchas funciones. Estas proteínas virales controlan e influyen en las expresiones de genes virales en el genoma viral, incluidas las tasas de transcripción de genes víricos estructurales. Las proteínas víricas reguladoras y accesorias también influyen y ajustan las funciones celulares de la célula huésped, como la regulación de genes y la apoptosis. 
En los virus y retrovirus endógenos, las proteínas víricas reguladoras pueden mejorar la transcripción del gen viral, de la misma manera, estas proteínas también pueden mejorar la transcripción del gen celular del huésped. 
Las proteínas víricas accesorias, también conocidas como proteínas auxiliares, están codificadas por el genoma de los retrovirus. La mayoría de estas proteínas solo cumplen sus funciones en tipos específicos de células; además, no tienen mucha influencia en la replicación del virus. Sin embargo, en algunos casos, mantener la replicación de los virus requeriría la ayuda (y función) de las proteínas víricas accesorias.

## Proteínas retrovirales endógenas
La sincitina-1 y sincitina-2 son dos proteínas endógenas de retrovirus que se ha capturado en el genoma de los mamíferos placentarios para permitir la fusión de membranas en la morfogénesis de la placenta.